# El Señor de los Anillos. Cuaderno de bocetos
El Señor de los Anillos. Cuaderno de bocetos  (título original en inglés: The Lord of the Rings Sketchbook) es un libro de ilustraciones  especializado en el universo ficticio creado por el escritor británico J. R. R. Tolkien, sobre los trabajos de su autor Alan Lee para la trilogía cinematográfica de Peter Jackson sobre El Señor de los Anillos.

## Historia editorial
En The lord of the Rings Sketchbook,  Alan Lee revela en pinturas, bocetos y en palabras como creó las hermosas acuarelas que pintó para recrear la Tierra Media y la historia de El Señor de los Anillos. Estas imágenes se mostrarían tan poderosas, auténticas y evocadoras, que llegarían a definir, junto a las de John Howe, la visión y autenticidad de la versión cinematográfica de la trilogía de películas de Peter Jackson, algo que le hizo merecedor del Óscar de la Academia.
El libro contiene más de 150 de sus bocetos y dibujos conceptuales que muestran como el proyecto avanzó poco a poco desde unos primeros trazos a auténticas obras de arte. El libro también contiene una selección de pinturas en color reproducidas a página completa, junto con numerosos ejemplos de arte conceptual creados para las películas.
En su libro The lord of the Rings Sketchbook Alan Lee proporciona una visión fascinante del mundo de J. R. R. Tolkien, casi hasta el punto de hacernos creer que estamos ante personajes, lugares y hechos que realmente existieron, que forman parte de una historia antigua y real. Podemos ver capítulos dedicados a Rivendel, Moria, Rohan, Edoras, Minas Tirith y a todos los lugares creados por Tolkien.
Este libro, con una introducción escrita por Ian McKellen (intérprete de Gandalf en las películas), ha sido adquirido por más de 100.000 personas en todo el mundo. El propio Peter Jackson escribe en la contraportada su opinión sobre el trabajo de Alan Lee con estas palabras:

El material gráfico de Alan Lee contiene belleza y lirismo.
Su arte visualizó lo que yo esperé visualizar con las películas.